# Kashiba
Kashiba (香芝市 Kashiba-shi?) este un municipiu din Japonia, prefectura Nara.